# Kristian Hovde
Kristian Hovde, född 6 december 1903 i Vikersund, död 19 augusti 1969 i Vikersund, var en norsk längdåkare som tävlade under 1930-talet. Han representerade Vikersund IF.

## Karriär
Hovde deltog i två världsmästerskap. Vid VM 1930 slutade han fyra på 18 kilometer. Bättre gick det vid VM 1931 där han blev tvåa på 18 kilometer och slutade femma på 50 kilometer.

## Övrigt
Hovde räknas som "skaparen" av Vikersundbacken. Han var drivkraften bakom ombyggnaden av Vikersundbacken till skidflygningsbacke. Han var chef i Vikersundbacken tills han dog. Han stod också bakom de berömda Hovde-skidorna tillsammans med sin far, Alfred. Hovde skidfabrik startade 1898 och hade som mest 16 anställda. 
Kristian Hovde var bror till backhopparen Arne Hovde.